# Христо Ганецовски
Христо Венциславов Ганецовски е български офицер, бригаден генерал.

## Биография
Роден е на 6 януари 1967 г. в Червен бряг. Завършва средно образование в ССВВУ „Георги Бенковски“ в Долна Митрополия през 1986 г. със специалност „Експлоатация и ремонт на авиационна техника“. Между 1986 и 1987 г. е техник на самолет в 1-а учебна авиационна база в Щръклево. От 1986 до 1992 г. учи във Висшето военновъздушно училище „Георги Бенковски“ в Долна Митрополия и завършва като пилот-инженер. Първоначално е старши пилот на изтребител в 3-то авиозвено на 2 авиоескадрила в авиобаза Габровница. От 1992 до 1993 г. е заместник-командир на 2-а авиозвено на 2 авиоескадрила в Габровница. След това до 1994 г. е командир на авиозвеното. Между 1994 и 1995 г. е началник-щаб на 2 авиоескадрила. От 1995 г. е временно изпълняващ длъжността командир на ескадрила. През 1996 г. е назначен за временно изпълняващ длъжността началник на служба „Бойна подготовка“ на авиобаза Габровница, а от 1997 г. е преназначен за постоянно. Остава на този пост до 1998 г. В периода 1998 – 2000 г. е назначен за командир на отделно учебно-бойно звено в авиобаза Доброславци. Между 2000 и 2002 г. учи организация и управление на оперативно-тактическите формирования на ВВС във Военната академия в София. От 2002 до 2003 г. е старши инспектор-пилот в отделение „Подготовка и използване на войските“ на отдел „Бойна подготовка“ на поделение 26790 (Командване на ПВО). В периода 2004 – 2007 г. е старши инспектор-пилот в поделение 22800 (Командване на ВВС). От 2007 до 2008 г. е заместник-началник на направление в командването. Между 2008 и 2009 г. е началник на направление „Тактическа оценка и сертифициране“ в отдел „Подготовка и използване на войските“ на Командване на ВВС. От 2009 до 2013 г. е началник на сектор пак там. Известно време е национален представител в Комитета по ПВО и ПРО и Направляващия комитет по Командване и управление на НАТО. През 2014 г. завършва факултет „Национална сигурност и отбрана“ на Военната академия в София. Тогава е назначен за заместник-командир на База за командване, управление и наблюдение. В периода 10 май 2018 – 1 януари 2023 е командир на Базата. От 1 януари 2023 г. е назначен за заместник-командир на Съвместното командване на силите и удостоен със званието „бригаден генерал“. От 6 януари 2025 г. е освободен от длъжността и от военна служба поради навършване на пределна възраст . Лети на самолетите МиГ-29УБ и РС-9М.

## Образование
- ССВВУ „Георги Бенковски“, „Експлоатация и ремонт на авиационна техника“ (до 1986)
- Висше военновъздушно училище „Георги Бенковски“ (1986 – 1 март 1992)
- Военна академия „Г. С. Раковски“, „Организация и управление на оперативно-тактическите формирования на ВВС“ (2000 – 2002)
- Военна академия „Г. С. Раковски“, „Стратегическо ръководство на отбраната и въоръжените сили“ (2013 – 2014)

## Военни звания
- Лейтенант (1992)
- Старши лейтенант (1995)
- Капитан (1998)
- Майор (2002)
- Подполковник (2005)
- Полковник (2008)
- Бригаден генерал (1 януари 2023)